# Gran Premio del Brasile 1988
Il Gran Premio del Brasile 1988 fu una gara di Formula 1, disputatasi il 3 aprile 1988 sul Circuito di Jacarepaguá. Fu la prima prova del mondiale 1988 e vide la vittoria di Alain Prost su McLaren - Honda, seguito da Gerhard Berger e da Nelson Piquet.

## Pre-gara
- La Scuderia Italia scese in pista con il telaio Dallara di Formula 3000, non essendo ancora pronto quello progettato appositamente per la Formula Uno; prevedibilmente, Alex Caffi non riuscì a passare le prequalifiche.

## Prove
Alle prequalifiche la Scuderia Italia schierò una vettura di F.3000. Come già avvenuto alla March nel 1987, la nuova monoposto F1 prodotta dalla Dallara non fu terminata in tempo e il team, per non incorrere in penalizzazioni economiche, si presentò con una Dallara 3087 di Formula 3000, equipaggiata con un motore Cosworth DFV da 3000 cm³.
Dalle prime prove della stagione era apparso che, contrariamente alle previsioni, le norme di equivalenza FISA fra i turbo e gli aspirati (riduzione della pressione di sovralimentazione a 2,5 bar e la capacità dei serbatoi a 150 litri) si sarebbero rivelate inefficaci e che le vetture turbo avrebbero almeno inizialmente dominato la scena.
Due settimane prima della gara la McLaren in test sulla pista di Imola aveva con la nuova MP4/4 ottenuto tempi di gran lunga migliori di qualunque altra vettura.
Pur con qualche problema, Senna stabilì il miglior tempo in entrambe le sessioni di qualifica, ottenendo con 1'28"096 la pole position davanti al pubblico di casa.
Solo terzo, invece, Prost, che pure aveva stabilito il miglior tempo alle prove libere del venerdì. Nella prima sessione il francese non riuscì a fare meglio del quarto tempo, a causa di un'uscita di pista all'uscita della curva a destra subito prima dei box, in cui aveva danneggiato leggermente sul cordolo le sospensioni sinistre sul lato sinistro. Il sabato, invece, fu costretto ad utilizzare la vettura di riserva a causa di un cedimento dell'alettone anteriore, ottenendo il terzo posto in griglia con 1'28"782.
Accanto a Senna partì in prima fila Nigel Mansell, al volante della sua Williams FW12 con motore aspirato. Nonostante una velocità di punta di 25 km/h più bassa di quella della McLaren era riuscito ad impiegare solo mezzo secondo in più di Ayrton guadagnandosi una sorprendente seconda posizione.
Il suo compagno di squadra Riccardo Patrese aveva passato un brutto venerdì. Al mattino la sua vettura aveva avuto una perdita d'olio, mentre nelle qualificazioni per via di problemi di assetto il pilota padovano non era andato oltre l'ottava posizione, con 1'30"439.
In difficoltà le Ferrari, che pure con Gerhard Berger erano state le più veloci durante i test di Rio. Ciò a causa di nuovi motori, che il direttore tecnico dichiarò "non all'altezza". Così Berger ottenne il quarto tempo e Alboreto il sesto. 
Fra le due Ferrari si inserì il campione del mondo in carica Nelson Piquet con la sua Lotus-Honda.
Al settimo posto Thierry Boutsen su Benetton, secondo degli aspirati ma molto staccato da Mansell a causa di alcuni problemi tecnici.
Il suo compagno Alessandro Nannini, dopo aver fatto registrare il terzo tempo il venerdì, non era riuscito a migliorarsi il giorno seguente, retrocedendo al dodicesimo posto.
La March Racing aveva portato a Rio tre March 881 con il radiatore incorporato, che presto si rivelò un'arma a doppio taglio per Ivan Capelli e Mauricio Gugelmin, con il cambio che tendeva a bloccarsi ogni qualvolta si alzava la temperatura. Nonostante ciò le due March ottennero il nono e il tredicesimo posto in griglia, comunque davanti alle Arrows. Derek Warwick e Eddie Cheever erano arrivati a Rio pieni di speranze per le loro Arrows Megatron (evoluzioni della vettura del 1987), ma si trovarono di fronte a problemi di tenuta di strada, ottenendo solo l'undicesimo e il quindicesimo posto in griglia.
All'esordio la Larrousse LC88 aveva sofferto di problemi alle sospensioni e i due piloti avevano ottenuto tempi abbastanza vicini.
Solo diciottesimo Arnoux e ventunesimo Johansson con la Ligier JS31, caratterizzata da un'originale disposizione del serbatoio benzina tra motore e cambio. Diciannovesima la nuova AGS JH23 affidata a Philippe Streiff, disturbata da problemi di alimentazione.
L'ex alfiere della Tyrrell aveva comunque preceduto Luis Sala, Johansson e Jonathan Palmer, particolarmente deluso per la scarsa competitività della sua Tyrrell 017.
Il suo compagno Julian Bailey si era piazzato ventisettesimo, diventando così il primo dei non classificati.
Qualificazione mancata anche per Nicola Larini con l'Osella, oltre a Schneider e Ghinzani con la Zakspeed.

### Prequalifiche
| Pos                        | No | Driver            | Constructor                  | Time     | Gap    |
| -------------------------- | -- | ----------------- | ---------------------------- | -------- | ------ |
| 1                          | 22 | Andrea De Cesaris | Rial-Ford                    | 1:37.033 | —      |
| 2                          | 33 | Stefano Modena    | EuroBrun-Ford                | 1:37.886 | +0.853 |
| 3                          | 32 | Oscar Larrauri    | EuroBrun-Ford                | 1:38.276 | +1.243 |
| 4                          | 31 | Gabriele Tarquini | Coloni-Ford                  | 1:43.869 | +6.836 |
| Vetture non prequalificate |    |                   |                              |          |        |
| NPQ                        | 36 | Alex Caffi        | Dallara Scuderia Italia-Ford | 1:46.442 | +9.409 |

### Classifica
| Pos                     | No | Pilota             | Costruttore           | Tempo    | Distacco |
| ----------------------- | -- | ------------------ | --------------------- | -------- | -------- |
| 1                       | 12 | Ayrton Senna       | McLaren - Honda       | 1'28"096 |          |
| 2                       | 5  | Nigel Mansell      | Williams - Judd       | 1'28"632 | +0"536   |
| 3                       | 11 | Alain Prost        | McLaren - Honda       | 1'28"782 | +0"686   |
| 4                       | 28 | Gerhard Berger     | Ferrari               | 1'29"026 | +0"930   |
| 5                       | 1  | Nelson Piquet      | Lotus - Honda         | 1'30"087 | +1"991   |
| 6                       | 27 | Michele Alboreto   | Ferrari               | 1'30"114 | +2"018   |
| 7                       | 20 | Thierry Boutsen    | Benetton - Ford       | 1'30"140 | +2"044   |
| 8                       | 6  | Riccardo Patrese   | Williams - Judd       | 1'30"439 | +2"343   |
| 9                       | 16 | Ivan Capelli       | March - Judd          | 1'30"929 | +2"833   |
| 10                      | 2  | Satoru Nakajima    | Lotus - Honda         | 1'31"280 | +3"184   |
| 11                      | 17 | Derek Warwick      | Arrows - Megatron     | 1'31"723 | +3"627   |
| 12                      | 19 | Alessandro Nannini | Benetton - Ford       | 1'31"772 | +3"676   |
| 13                      | 17 | Maurício Gugelmin  | March - Judd          | 1'31"833 | +3"737   |
| 14                      | 22 | Andrea De Cesaris  | Rial - Ford           | 1'32"275 | +4"179   |
| 15                      | 18 | Eddie Cheever      | Arrows - Megatron     | 1'32"843 | +4"747   |
| 16                      | 30 | Philippe Alliot    | Lola Larrousse - Ford | 1'32"933 | +4"837   |
| 17                      | 29 | Yannick Dalmas     | Lola Larrousse - Ford | 1'33"408 | +5"312   |
| 18                      | 25 | René Arnoux        | Ligier - Judd         | 1'34"474 | +6"378   |
| 19                      | 14 | Philippe Streiff   | AGS - Ford            | 1'34"481 | +6"385   |
| 20                      | 24 | Luis Pérez-Sala    | Minardi - Ford        | 1'34"532 | +6"436   |
| 21                      | 26 | Stefan Johansson   | Ligier - Judd         | 1'34"579 | +6"483   |
| 22                      | 3  | Jonathan Palmer    | Tyrrell - Ford        | 1'34"686 | +6"590   |
| 23                      | 23 | Adrián Campos      | Minardi - Ford        | 1'34"886 | +6"790   |
| 24                      | 33 | Stefano Modena     | EuroBrun - Ford       | 1'34"910 | +6"814   |
| 25                      | 31 | Gabriele Tarquini  | Coloni - Ford         | 1'35"407 | +7"311   |
| 26                      | 32 | Oscar Larrauri     | EuroBrun - Ford       | 1'35"711 | +7"615   |
| Vetture non qualificate |    |                    |                       |          |          |
| NQ                      | 4  | Julian Bailey      | Tyrrell - Ford        | 1'36"137 | +8"041   |
| NQ                      | 9  | Piercarlo Ghinzani | Zakspeed              | 1'37"621 | +9"525   |
| NQ                      | 21 | Nicola Larini      | Osella - Alfa Romeo   | 1'38"371 | +10"275  |
| NQ                      | 10 | Bernd Schneider    | Zakspeed              | 1'38"614 | +10"618  |

## Gara
Poco prima d'inizio gara, un tifoso riuscì ad invadere la pista e si avvicinò a Prost con l'intento di baciarlo, ma venne facilmente allontanato. Alcuni secondi prima del via, la McLaren di Senna accusò un blocco del cambio in prima marcia, costringendo il brasiliano a ricorrere alla vettura di riserva; la procedura di partenza fu ripetuta. Al via, Mansell fu sopravanzato da Prost, inserendosi in seconda posizione davanti a Berger; non ci furono cambiamenti nelle posizioni di testa fino al 19º passaggio, quando l'inglese fu costretto al ritiro da problemi tecnici. Nel frattempo Senna, che era ripartito dai box con il muletto (azione vietata dal regolamento), fu squalificato con la bandiera nera dopo che era riuscito con una rimonta fenomenale ad arrivare fino alla seconda posizione.
Prost condusse la gara fino al traguardo, mai seriamente impensierito da Berger; terzo giunse Piquet, davanti a Warwick, Alboreto e Nakajima.

### Classifica
| Pos | N. | Pilota             | Costruttore/Motore             | Giri | Tempo/Ritiro                        | Griglia | Punti |
| --- | -- | ------------------ | ------------------------------ | ---- | ----------------------------------- | ------- | ----- |
| 1   | 11 | Alain Prost        | McLaren - Honda                | 60   | 1h36'06"857                         | 3       | 9     |
| 2   | 28 | Gerhard Berger     | Ferrari                        | 60   | +9"873                              | 4       | 6     |
| 3   | 1  | Nelson Piquet      | Lotus - Honda                  | 60   | +1'08"591                           | 5       | 4     |
| 4   | 17 | Derek Warwick      | Arrows - Megatron              | 60   | +1'13"348                           | 11      | 3     |
| 5   | 27 | Michele Alboreto   | Ferrari                        | 60   | +1'14"556                           | 6       | 2     |
| 6   | 2  | Satoru Nakajima    | Lotus - Honda                  | 59   | +1 giro                             | 10      | 1     |
| 7   | 20 | Thierry Boutsen    | Benetton - Ford                | 59   | +1 giro                             | 7       |       |
| 8   | 18 | Eddie Cheever      | Arrows - Megatron              | 59   | +1 giro                             | 15      |       |
| 9   | 26 | Stefan Johansson   | Ligier - Judd                  | 57   | +3 giri                             | 21      |       |
| Rit | 22 | Andrea De Cesaris  | Rial - Ford                    | 53   | Motore                              | 14      |       |
| Rit | 3  | Jonathan Palmer    | Tyrrell - Ford                 | 47   | Trasmissione                        | 22      |       |
| Rit | 24 | Luis Pérez-Sala    | Minardi - Ford                 | 46   | Problemi al telaio                  | 20      |       |
| Rit | 30 | Philippe Alliot    | Lola Larrousse - Ford          | 40   | Problemi alla sospensione anteriore | 16      |       |
| Rit | 31 | Gabriele Tarquini  | Coloni - Ford                  | 35   | Problemi alla sospensione anteriore | 25      |       |
| Rit | 14 | Philippe Streiff   | AGS - Ford                     | 35   | Freni                               | 19      |       |
| Rit | 29 | Yannick Dalmas     | Lola Larrousse - Ford          | 32   | Motore                              | 17      |       |
| SQ  | 12 | Ayrton Senna       | McLaren - Honda                | 31   | Squalificato                        | 1       |       |
| Rit | 25 | René Arnoux        | Ligier - Judd                  | 23   | Frizione                            | 18      |       |
| Rit | 33 | Stefano Modena     | EuroBrun - Ford                | 20   | Motore                              | 24      |       |
| Rit | 5  | Nigel Mansell      | Williams - Judd                | 18   | Motore                              | 2       |       |
| Rit | 19 | Alessandro Nannini | Benetton - Ford                | 7    | Motore                              | 12      |       |
| Rit | 6  | Riccardo Patrese   | Williams - Judd                | 6    | Motore                              | 8       |       |
| Rit | 16 | Ivan Capelli       | March - Judd                   | 6    | Motore                              | 9       |       |
| Rit | 23 | Adrián Campos      | Minardi - Ford                 | 5    | Problemi al telaio                  | 23      |       |
| Rit | 15 | Maurício Gugelmin  | March - Judd                   | 0    | Cambio                              | 13      |       |
| Rit | 32 | Oscar Larrauri     | EuroBrun - Ford                | 0    | Problemi elettrici                  | 26      |       |
| NQ  | 4  | Julian Bailey      | Tyrrell - Ford                 |      |                                     |         |       |
| NQ  | 9  | Piercarlo Ghinzani | Zakspeed                       |      |                                     |         |       |
| NQ  | 21 | Nicola Larini      | Osella - Alfa Romeo            |      |                                     |         |       |
| NQ  | 10 | Bernd Schneider    | Zakspeed                       |      |                                     |         |       |
| NPQ | 36 | Alex Caffi         | Dallara Scuderia Italia - Ford |      |                                     |         |       |

## Classifiche

### Piloti
| Pos. | Pilota           | Punti |
| ---- | ---------------- | ----- |
| 1    | Alain Prost      | 9     |
| 2    | Gerhard Berger   | 6     |
| 3    | Nelson Piquet    | 4     |
| 4    | Derek Warwick    | 3     |
| 5    | Michele Alboreto | 2     |
| 6    | Satoru Nakajima  | 1     |

### Costruttori
| Pos. | Team              | Punti |
| ---- | ----------------- | ----- |
| 1    | McLaren - Honda   | 9     |
| 2    | Ferrari           | 8     |
| 3    | Lotus - Honda     | 5     |
| 4    | Arrows - Megatron | 3     |

## Fonti
- (EN) The Official Formula 1 Website, su formula1.com. URL consultato il 2 giugno 2009.
- (EN) Grand Prix Results: Brazilian Grand Prix, 1988, su grandprix.com. URL consultato l'11 dicembre 2009.
- (EN) 1988 Grand Prix of Brazil, su silhouet.com, Teamdan.org. URL consultato il 7-12-2009.